# Piranmalai
Piranmalai (Tamil: பிரான்மலை Pirāṉmalai [ˈpiraːnmalɛi̯], auch Piran Malai) ist ein Berg im indischen Bundesstaat Tamil Nadu. Er ist ein isolierter Ausläufer der Ostghats und hat eine Höhe von 746 Metern über dem Meeresspiegel. Der Piranmalai-Berg befindet sich im Süden Tamil Nadus rund 60 Kilometer nordöstlich von Madurai und 85 Kilometer südwestlich von Tiruchirappalli. Verwaltungsmäßig gehört er zum Taluk Tirupathur des Distrikts Sivaganga. Am Fuße des Berges befindet sich das gleichnamige Dorf Piranmalai mit einer Einwohnerzahl von 4.145 (Volkszählung 2011).

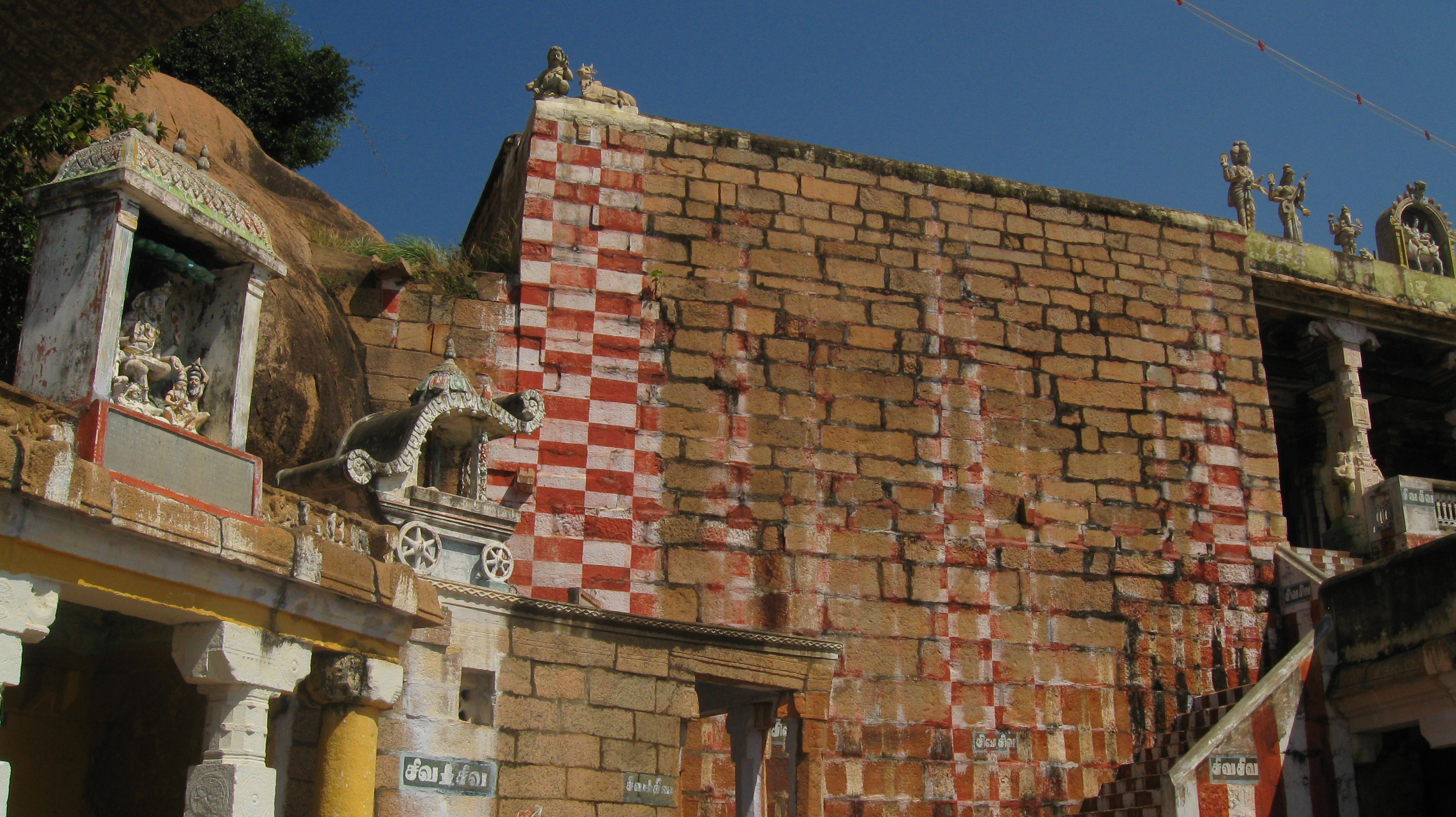
Der Kodunkundranathar-Tempel von Piranmalai

Der Piranmalai wird mit dem Berg Parambu identifiziert, der in der alttamilischen Sangam-Literatur mehrfach als Ort der Höhenfestung des Fürsten Pari erwähnt wird. Am Fuße des Berges befindet sich ein Hindu-Tempel, in dem der Gott Shiva unter dem Namen Kodunkundranathar verehrt wird. Dieses wurde bereits im 7. Jahrhundert in den Tevaram-Hymnen des Dichterheiligen Sambandar besungen. Damit gehört Piranmalai zu den 274 heiligen Orten des tamilischen Shivaismus (Padal Petra Sthalams). Auf dem Gipfel des Berges befindet sich ein islamisches Heiligtum, die Dargah („Heiligengrab“) des Sufi-Heiligen Waliyullah Sheikh Abdullah Saheb.